# Kivijärvi (sjö i Kuhmo, Kajanaland, 64,33 N, 29,36 Ö)
Kivijärvi är en sjö i kommunen Kuhmo i landskapet Kajanaland i Finland. Sjön ligger 169,1 meter över havet. Den är 30,92 meter djup. Arean är 82 hektar och strandlinjen är 7,61 kilometer lång. Sjön  ingår i Uleälvens huvudavrinningsområde.   Den ligger omkring 78 kilometer öster om Kajana och omkring 510 kilometer norr om Helsingfors. 